# 1990 (álbum de Achille Lauro)
1990 es el primer álbum de cover del cantautor y rapero italiano Achille Lauro, publicado el 24 de julio de 2020 por Elektra Records.
Los sencillos Scat Men y Sweet Dreams y el propio álbum 1990 fueron certificados discos de oro en Italia..

## Origen
El álbum consta de siete temas cover de éxitos mundiales de los años '80, '90 y 2000, con feat. de Ghali, Capo Plaza, Gemitaiz, Massimo Pericolo, Annalisa y Alexia.

## Lista de canciones
Edición estándar
| N.º | Título                                         | Duración |  |
| 1.  | «1990 (Back to Dance)»                         | 3:31     |  |
| 2.  | «Scat Men (feat. Ghali & Gemitaiz)»            | 3:46     |  |
| 3.  | «Sweet Dreams (feat. Annalisa)»                | 3:00     |  |
| 4.  | «You and Me (feat. Alexa & Capo Plaza)»        | 3:41     |  |
| 5.  | «Summer's Imagine (feat. Massimo Pericolo)»    | 3:12     |  |
| 6.  | «Blu (feat. Eiffel 65)»                        | 3:59     |  |
| 7.  | «I wanna be an Illusion (feat. Benny Benassi)» | 3:35     |  |

Edición deluxe
| N.º | Título                                         | Duración |  |
| 1.  | «FM 19.90 - Amore e Pillole»                   | 0:37     |  |
| 2.  | «1990 (Back to Dance)»                         | 3:31     |  |
| 3.  | «FM 90.91 - 3 Ore a Notte»                     | 1:02     |  |
| 4.  | «Scat Men (feat. Ghali & Gemitaiz)»            | 3:46     |  |
| 5.  | «FM 92.93 - Dissonanze Emotive»                | 0:46     |  |
| 6.  | «Sweet Dreams (feat. Annalisa)»                | 3:00     |  |
| 7.  | «FM 94:95 - Re de la Misère»                   | 0:35     |  |
| 8.  | «You and Me (Alexia & Capo Plaza)»             | 3:41     |  |
| 9.  | «FM 96.97 - Ave o Maria»                       | 0:18     |  |
| 10. | «Summer's Imagine (feat. Massimo Pericolo)»    | 3:12     |  |
| 11. | «FM 98.99 Il Banco degli Imputati»             | 1:42     |  |
| 12. | «Blu (feat. Eiffel 65)»                        | 3:59     |  |
| 13. | «FM 20.00 - Non è Shakespeare»                 | 0:34     |  |
| 14. | «I wanna be an Illusion (feat. Benny Benassi)» | 3:35     |  |

### Muestreos
Las muestreos de los principales temas del álbum son:
- Be My Lover del grupo La Bouche (1995) para 1990 (Back to Dance)
- Scatman's world de Scatman John (1994) para Scat Men
- Sweet Dreams (Are Made of This) del duo Eurythmics (1983) para Sweet Dreams;
- Me and You de Alexia (1995) para You and Me
- The Summer is Magic (1993) del grupo Playahitty para Summer's Imagine
- Blue (De Ba Dee) (1999) del grupo Eiffel 65 para Blu
- Illusion (2003) del duo Benassi Bros para I Wanna Be an Illusion

## Listas semanales
| Lista (2020) | Posición |
| ------------ | -------- |
| Italia       | 1        |

| Lista (2020) | Posición |
| ------------ | -------- |
| Italia       | 72       |